# Karin Enke
Pour les articles homonymes, voir Enke.
Karin Enke, née le 20 juin 1961 à Dresde, également connue sous les noms de Karin Busch (-Enke), Karin Kania (-Enke) et Karin Enke-Richter, est une patineuse de vitesse est-allemande qui a remporté trois titres olympiques et cinq autres médailles aux Jeux. Elle a également remporté 11 titres de championnes du monde, que ce soit le classement toutes épreuves ou l'épreuve de sprint.

## Biographie

### Carrière sportive en patinage artistique
Karin Enke est née à Dresde, dans le land de la Saxe, en République démocratique allemande. Elle commence sa carrière sportive en patinage artistique au club SC Einheit Dresde.
Représente de la RDA, elle participe internationalement à deux Moscou Skate et aux championnats d'Europe de 1977 à Helsinki.

### Carrière sportive en patinage de vitesse
C'est seulement en 1980 qu'elle décide de prendre part aux compétitions de patinage de vitesse. Dominante sur toutes les distances (que ce soit aux championnats du monde toutes épreuves ou aux Championnats du monde de sprint), Enke a remporté un total de 8 médailles aux Jeux Olympiques d'hiver de 1980, de 1984 et de 1988,. Elle a remporté 21 victoires individuelles dans sa carrière et 11 titres de championnes du monde.
Jusqu'à l'arrivée de la patineuse Gunda Niemann-Stirnemann, Karin Enke a été considéré comme la plus grande patineuse de vitesse allemande. Les experts de patinage de vitesse ont considéré sa technique de patinage sophistiquée avec une esthétique parfaite en combinant puissance et vitesse. Après les Jeux olympiques d'hiver de 1988 à Calgary, elle a décidé de mettre fin à sa carrière sportive au terme de la saison 1987-1988,.
Né Karin Enke, elle s'est une première fois mariée en 1981 et a participé à la saison 1981-1982 sous le nom de Karin Busch. Après un divorce et deux saisons où elle reprit son nom de naissance, elle s'est remariée avec son ancien entraîneur en 1984 et a changé son patronyme par Karin Kania. Après la fin de sa carrière, elle a divorcé à nouveau. Finalement, elle s'est à nouveau mariée et est appelée désormais Karin Enke-Richter.
Comme de nombreuses autres patineuses d'Allemagne de l'Est, ces changements de nom ont provoqué une certaine confusion parmi le public de patinage de vitesse. Dans le cas d'Enke, plusieurs personnes ont pensé qu'il s'agissait d'une nouvelle patineuse au nom inconnu qui a gagné des titres majeurs dès sa première saison. Après son troisième mariage, la patineuse a décidé de garder son nom de jeune fille pour éviter à nouveau les confusions, tout comme l'avait fait la patineuse Gunda Niemann-Stirnemann.
Elle a également reçu l'Ordre du mérite patriotique en 1984 et l'Étoile de l'amitié des peuples en 1988.

## Palmarès en patinage artistique
| Compétitions principales          | 1976    | 1977    |  |  |  |  |  |  |  |  |  |  |  |  |  |
| Jeux olympiques d'hiver           |         |         |  |  |  |  |  |  |  |  |  |  |  |  |  |
| Championnats du monde             |         |         |  |  |  |  |  |  |  |  |  |  |  |  |  |
| Championnats d’Europe             |         | 9e      |  |  |  |  |  |  |  |  |  |  |  |  |  |
| Championnats d'Allemagne de l'Est | 3e      | 3e      |  |  |  |  |  |  |  |  |  |  |  |  |  |
|                                   |         |         |  |  |  |  |  |  |  |  |  |  |  |  |  |
| Autre compétition                 | 1975/76 | 1976/77 |  |  |  |  |  |  |  |  |  |  |  |  |  |
| Moscou Skate                      | 3e      | 4e      |  |  |  |  |  |  |  |  |  |  |  |  |  |
|                                   |         |         |  |  |  |  |  |  |  |  |  |  |  |  |  |

## Palmarès en patinage de vitesse

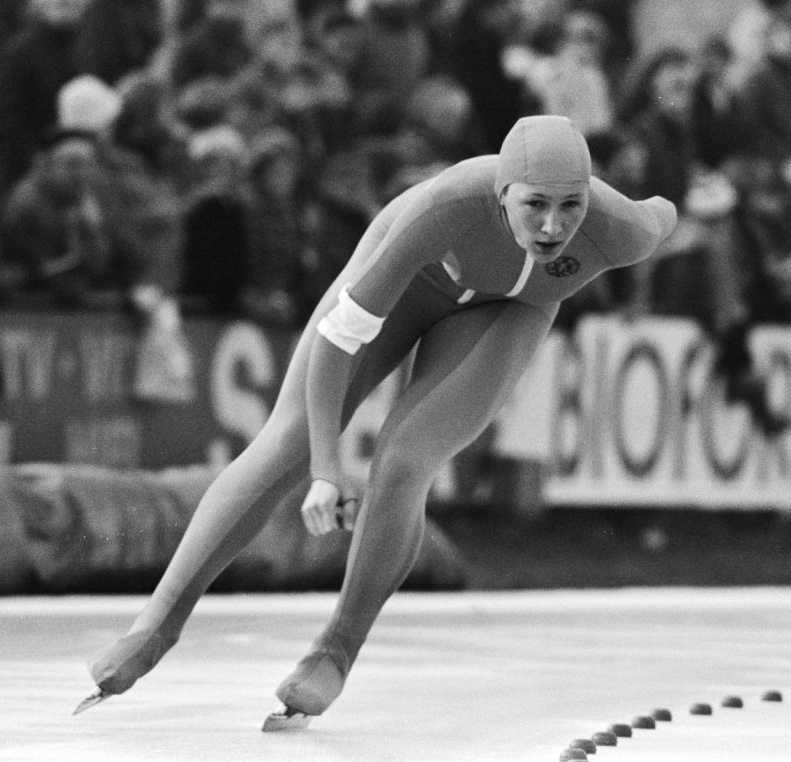
Karin Enke aux championnats d'Europe de 1983.

### Jeux olympiques
- Jeux olympiques d'hiver de 1980 à Lake Placid :
  -  Médaille d'or sur 500 mètres

- Jeux olympiques d'hiver de 1984 à Sarajevo :
  -  Médaille d'or sur 1 000 mètres
  -  Médaille d'or sur 1 500 mètres
  -  Médaille d'argent sur 500 mètres
  -  Médaille d'argent sur 3 000 mètres

- Jeux olympiques d'hiver de 1988 à Calgary :
  -  Médaille d'argent sur 1 000 mètres
  -  Médaille d'argent sur 1 500 mètres
  -  Médaille de bronze sur 500 mètres

### Championnats du Monde
- Championnats du monde toutes épreuves de patinage de vitesse :
  - 5 fois  Médaille d'or (1982, 1984, 1986, 1987, 1988)
  - 2 fois  Médaille d'argent (1981, 1983)

- Championnats du monde de sprint de patinage de vitesse :
  - 6 fois  Médaille d'or (1980, 1981, 1983, 1984, 1986, 1987)
  - 2 fois  Médaille d'argent (1982, 1988)

## Records

### Records du Monde
Durant sa carrière, Karin Enke a battu 10 records du monde en patinage de vitesse.
| Distance           | Résultat | Date            | Lieu      |
| ------------------ | -------- | --------------- | --------- |
| Combinaison mini   | 168.271  | 14 février 1982 | Inzell    |
| 1500 mètres        | 2:03.42  | 9 février 1984  | Sarajevo  |
| 1000 mètres        | 1:18.84  | 22 février 1986 | Karuizawa |
| Combinaison Sprint | 160.060  | 23 février 1986 | Karuizawa |
| 1500 mètres        | 2:02.23  | 6 mars 1986     | Inzell    |
| 3000 mètres        | 4:18.02  | 21 mars 1986    | Medeo     |
| 500 mètres         | 39.52    | 21 mars 1986    | Medeo     |
| 1500 mètres        | 1:59.30  | 22 mars 1986    | Medeo     |
| Combinaison mini   | 168.387  | 22 mars 1986    | Inzell    |
| 1000 mètres        | 1:18.11  | 5 décembre 1987 | Calgary   |

### Records personnels
| Distance           | Résultat | Date            | Lieu      | RM      |
| ------------------ | -------- | --------------- | --------- | ------- |
| 500 m              | 39.24    | 22 février 1988 | Calgary   | 39.39   |
| 1,000 m            | 1:17.70  | 26 février 1988 | Calgary   | 1:18.11 |
| 1,500 m            | 1:59.30  | 22 mars 1986    | Medeo     | 2:02.23 |
| 3,000 m            | 4:17.76  | 5 décembre 1987 | Calgary   | 4:16.85 |
| 5,000 m            | 7:39.82  | 22 mars 1986    | Medeo     | 7:31.45 |
| Petite combinaison | 168.272  | 22 mars 1986    | Medeo     | 171.760 |
| Combinaison mini   | 168.271  | 14 février 1982 | Inzell    | 168.387 |
| Combinaison Sprint | 160.060  | 23 février 1986 | Karuizawa | 161.120 |